# Thurston County (Washington)
Thurston County ist ein County im Bundesstaat Washington, Vereinigte Staaten. Der Sitz der Countyverwaltung (County Seat) befindet sich in Olympia, welche ebenfalls Hauptstadt des Staates Washington ist. Benannt ist das County nach dem Politiker Samuel Thurston. Das U.S. Census Bureau hat bei der Volkszählung 2020 eine Einwohnerzahl von 294.793 ermittelt.

## Geographie
Das County hat eine Fläche von 2004 Quadratkilometern, davon sind 1883 Quadratkilometer Land- und 121 Quadratkilometer (6,03 Prozent) Wasserfläche. Es grenzt im Uhrzeigersinn an die Countys: Pierce, Lewis, Grays Harbor und Mason. Das County wird vom Office of Management and Budget zu statistischen Zwecken als Olympia–Lacey–Tumwater, WA Metropolitan Statistical Area geführt.

## Demografische Daten

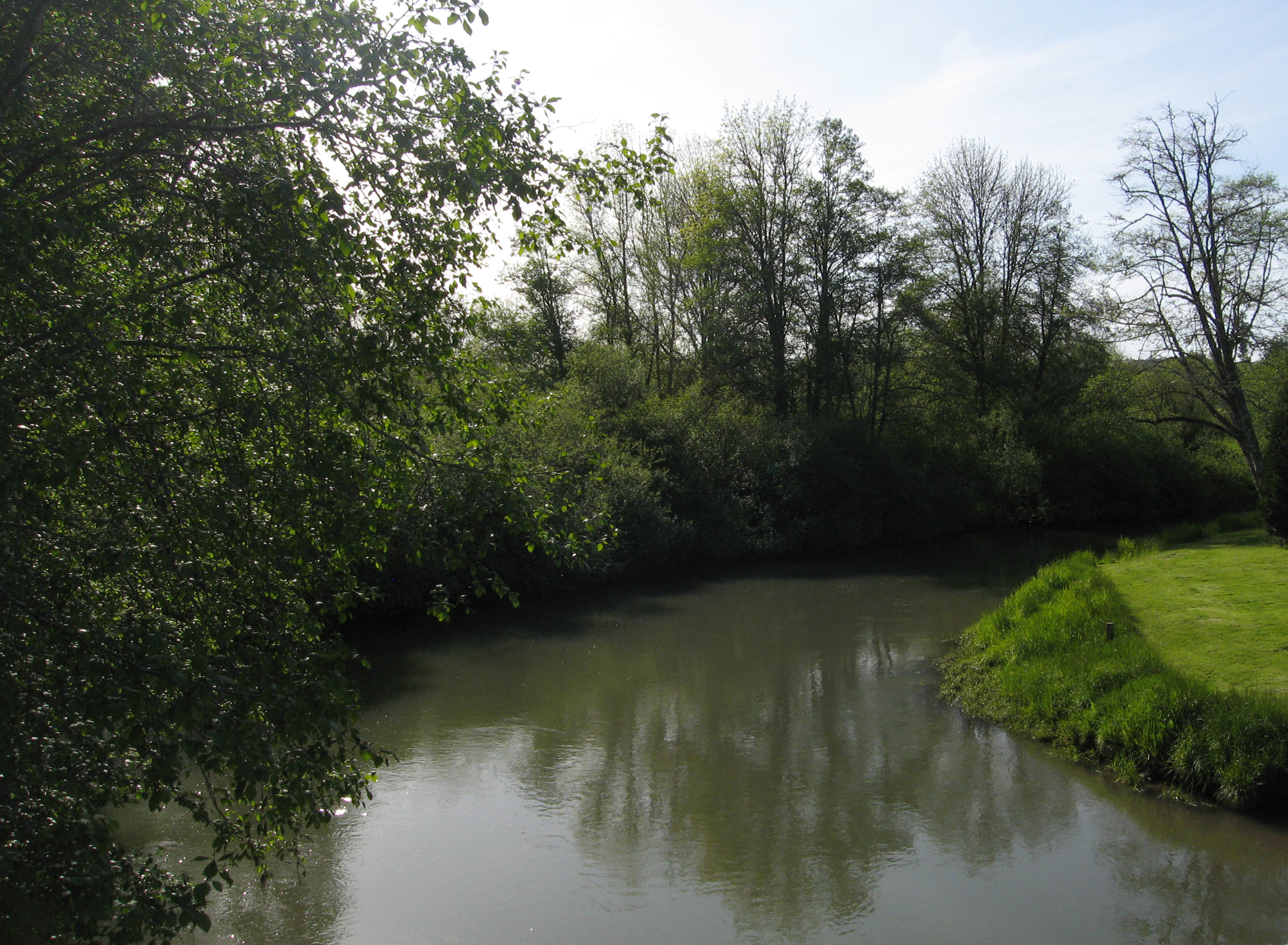
Der Skookumchuck River

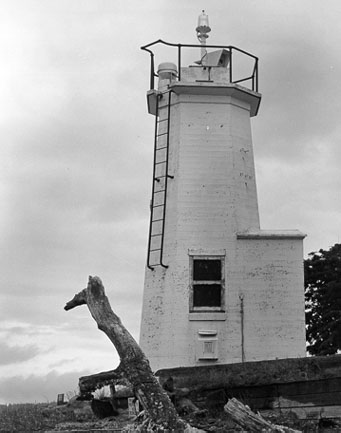
Dofflemyer Point Light, gelistet im NRHP Nr. 93001339

Nach der Volkszählung im Jahr 2000 lebten im County 207.355 Menschen. Es gab 81.625 Haushalte und 54.933 Familien. Die Bevölkerungsdichte betrug 110 Einwohner pro Quadratkilometer. Ethnisch betrachtet setzte sich die Bevölkerung zusammen aus 85,66 % Weißen, 2,35 % Afroamerikanern, 1,52 % amerikanischen Ureinwohnern, 4,41 % Asiaten, 0,52 % Bewohnern aus dem pazifischen Inselraum und 1,69 % aus anderen ethnischen Gruppen; 3,85 % stammten von zwei oder mehr ethnischen Gruppen ab. 4,53 % der Bevölkerung waren spanischer oder lateinamerikanischer Abstammung.
Von den 81.625 Haushalten hatten 33,00 % Kinder und Jugendliche unter 18 Jahre, die bei ihnen lebten. 53,10 % waren verheiratete, zusammenlebende Paare, 10,30 % waren allein erziehende Mütter. 32,70 % waren keine Familien. 25,10 % waren Singlehaushalte und in 8,00 % lebten Menschen im Alter von 65 Jahren oder darüber. Die Durchschnittshaushaltsgröße betrug 2,50 und die durchschnittliche Familiengröße lag bei 2,99 Personen.
Auf das gesamte County bezogen setzte sich die Bevölkerung zusammen aus 25,30 % Einwohnern unter 18 Jahren, 9,30 % zwischen 18 und 24 Jahren, 29,30 % zwischen 25 und 44 Jahren, 24,60 % zwischen 45 und 64 Jahren und 11,40 % waren 65 Jahre alt oder darüber. Das Durchschnittsalter betrug 36 Jahre. Auf 100 weibliche Personen kamen 96,00 männliche Personen, auf 100 Frauen im Alter ab 18 Jahren kamen statistisch 92,70 Männer.

Das jährliche Durchschnittseinkommen eines Haushalts betrug 46.975 USD, das Durchschnittseinkommen der Familien betrug 55.027 USD. Männer hatten ein Durchschnittseinkommen von 40.521 USD, Frauen 30.368 USD. Das Prokopfeinkommen betrug 22.415 USD. 8,80 % der Bevölkerung und 5,80 % der Familien lebten unterhalb der Armutsgrenze. 9,80 % davon waren unter 18 Jahre und 5,00 % waren 65 Jahre oder älter.

## Städte und Gemeinden
| - Bucoda - Grand Mound - Lacey | - Nisqually Indian Community - North Yelm - Olympia | - Rainier - Rochester - Tanglewilde-Thompson Place | - Tenino - Tumwater - Yelm |